# Tour du Faso 2016
La 29e édition du Tour du Faso a eu lieu en octobre et novembre 2016. Elle est inscrite à l'UCI Africa Tour. La course est remportée par Harouna Ilboudo avec une seconde d'avance sur Vincent Graczyk.

## Classement général final
1. Harouna Ilboudo (Équipe nationale du Burkina-Faso)
2. Vincent Graczyk (Fédération des Clubs de la Défense) à 1 s
3. Zemenfes Solomon (Équipe cycliste Eritel) à 54 s

## Étapes
| Étape     | Date         | Villes étapes           |  | Distance (km) | Vainqueur d’étape | Leader du classement général |
| --------- | ------------ | ----------------------- |  | ------------- | ----------------- | ---------------------------- |
| 1re étape | 28 octobre   | Ouagadougou - Koupéla   |  | 136.4         | Mathias Sorgho    | Mathias Sorgho               |
| 2e étape  | 29 octobre   | Boussé - Ouahigouya     |  | 130           | Zemenfes Solomon  | Mathias Sorgho               |
| 3e étape  | 30 octobre   | Gourcy - Ziniaré        |  | 171.5         | Zemenfes Solomon  | Zemenfes Solomon             |
| 4e étape  | 31 octobre   | Kombissiri - Tiébélé    |  | 126           | Karamoko Bamba    | Grzegorz Kwiatkowski         |
| 5e étape  | 1er novembre | Kokologo - Boromo       |  | 136           | Zemenfes Solomon  | Zemenfes Solomon             |
| 6e étape  | 2 novembre   | Pa - Bobo               |  | 132           | Dawit Haile       | Harouna Ilboudo              |
| 7e étape  | 3 novembre   | Bobo - Banfora          |  | 85            | Meron Abraham     | Harouna Ilboudo              |
| 8e étape  | 4 novembre   | Bobo - Dédougou         |  | 170           | Nassim Saidi      | Harouna Ilboudo              |
| 9e étape  | 5 novembre   | Dédougou - Koudougou    |  | 145           | Zemenfes Solomon  | Harouna Ilboudo              |
| 10e étape | 6 novembre   | Korsimoro - Ouagadougou |  | 102           | Azzedine Lagab    | Harouna Ilboudo              |